# Lam Vỹ
Lam Vỹ là một xã nằm ở phía tây của tỉnh Thái Nguyên, Việt Nam.

## Địa lý
Xã Lam Vỹ có vị trí địa lý:
- Phía đông giáp xã Phượng Tiến
- Phía tây giáp xã Kim Phượng
- Phía nam giáp xã Phượng Tiến
- Phía bắc giáp xã Yên Phong và xã Thanh Mai

Xã Lam Vỹ có diện tích 71,42 km², dân số năm 2025 là 8.073 người. Khu vực được định hướng tập trung phát triển vùng du lịch, nông, lâm nghiệp và thủy sản, trọng điểm là kinh tế rừng và cây quế là cây trồng chủ lực. Phát triển rừng sản xuất, rừng đặc dụng, rừng phòng hộ đầu nguồn.

## Lịch sử
Từ năm 1946, các xã Lam Vỹ, Phượng Vỹ Thượng, Văn La được sáp nhập và đặt tên là xã Phượng Tú. Năm 1954, xã Phượng Tú tách ra thành hai xã là xã Tân Hòa (sau là Lam Vỹ) và xã Tân Thịnh.
Tháng 6 năm 2025, xã Lam Vỹ được thành lập trên cơ sở nhập toàn bộ diện tích tự nhiên, quy mô dân số của xã Lam Vỹ (diện tích tự nhiên là 43,49 km²; dân số là 4.701 người) và xã Linh Thông (diện tích tự nhiên là 27,93 km²; dân số là 3.372 người) của huyện Định Hóa. Trụ sở làm việc của xã nằm tại xã Lam Vỹ cũ.

## Hành chính
Đến năm 2009, xã Lam Vỹ được chia thành 20 xóm: Cà Đơ, Nà Tấc, Khau Viềng, Na Làng, Nà Toán, Làng Há, Làng Quyền, Thâm Pục, Đồng Keng, Thâm Kết, Cốc Ngận, Đồng Kền, Nà Loòng, Làng Hống, Làng Giản, Làng Cỏ, Bản Tồng, Bản Cáu, Nà Đin, Nà Tiếm. Năm 2019, sáp nhập hai xóm Nà Đin và Nà Tiếm thành xóm Văn La 1, sáp nhập hai xóm Bản Cáu và Bản Tồng thành xóm Văn La 2, sáp nhập xóm Làng Giản vào xóm Làng Cỏ, sáp nhập ba xóm Làng Hống, Nà Loòng, Đồng Kền thành xóm Tam Hợp, sáp nhập ba xóm Cốc Ngận, Thâm Kết, Đồng Keng thành xóm Đoàn Kết, sáp nhập xóm Thâm Phục vào xóm Làng Quyền, sáp nhập ba xóm Khau Viềng, Nà Tấc, Cà Đơ thành xóm Bình Sơn.
Đến năm 2009, xã Linh Thông được chia thành 13 xóm: Làng Mới, Bản Lại, Nà Chát, Bản Trang, Nà Lá, Nà Chú, Nà Mị, Tân Thái, Bản Noóng, Tân Trào, Cốc Móc, Tân Vàng, Bản Vèn. Năm 2019, sáp nhập hai xóm Bản Lại và Làng Mới thành xóm Bản Mới, sáp nhập xóm Nà Lá vào xóm Nà Chú, sáp nhập hai xóm Tân Thái và Nà Mị thành xóm Nà Mỵ, sáp nhập hai xóm Bản Noóng và Tân Trào thành xóm Linh Sơn.

## Kinh tế
Xã Linh Thông cũ là một xã vùng sâu, nằm giữa các núi đá. Đất lúa của Linh Thông chỉ có 190 ha nhưng gieo trồng được hai vụ, giống lúa chủ yếu là Bao thai và một số loại nếp đặc sản như nếp cái Hoa vàng, nếp Vải. Trên địa bàn xã có hang Chờ, là một hang động đẹp và có tiềm năng về du lịch.
Xã Lam Vỹ cũ là một xã thuộc vùng ATK Định Hóa, là nơi cơ quan Cục Quân khí của Bộ Quốc phòng Việt Nam ra đời và đóng tại Bản Tò, xã Phượng Tú (nay là thôn Làng Quyền, Lam Vỹ).